# Филемон и Бавкида

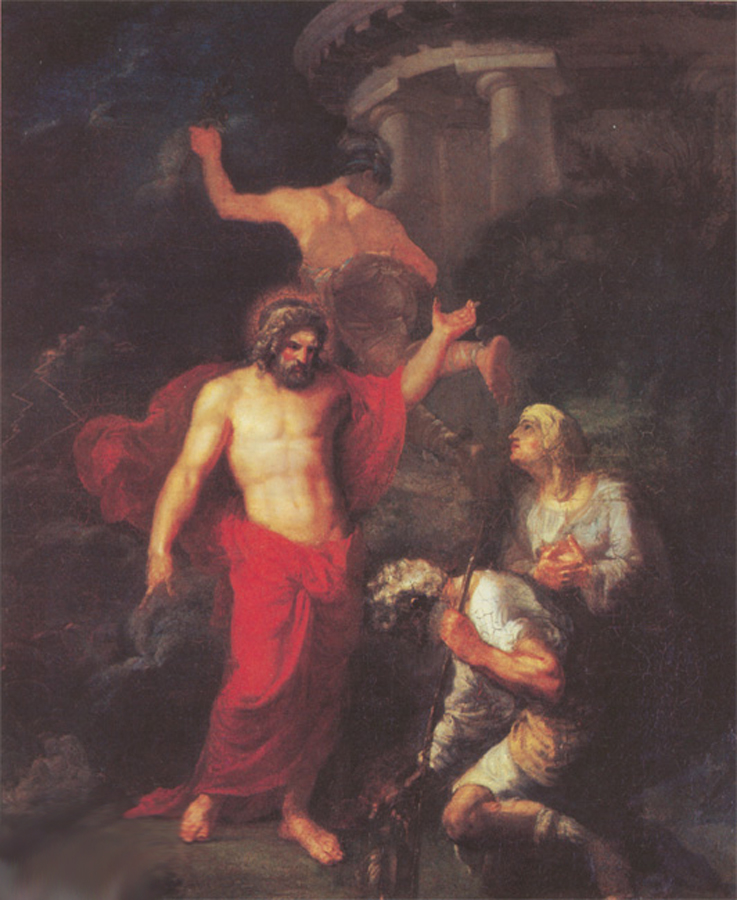
Юпитер с Меркурием посещают Филемона и Бавкиду. Картина Кипренского

Филе́мон и Бавки́да (лат. Philemon et Baucis) — герои античного мифа. Происходили из города Тианы во Фригии. Однажды Зевс и Гермес под видом обычных путников посетили Фригию и напрасно стучались в двери многих домов, ища приюта, — всюду им отказывали. Лишь в маленькой покрытой соломой хижине, где жили старые Филемон и Бавкида, им оказали радушный прием. Чтобы получше накормить гостей, старики решили пожертвовать даже своим единственным гусем; убегая от Бавкиды, птица бросилась к ногам Зевса, который не разрешил её зарезать. К удивлению хозяев, количество еды на столе стало само по себе увеличиваться. В ответ на их испуг Зевс открыл старикам, кто он и его спутник, и приказал следовать за собой на вершину горы, поднявшись на которую они увидели, что местность вокруг их хижины покрылась водой, скрывшей все дома, а хижина их превратилась в величественный храм. Зевс позволил Филемону и Бавкиде высказать любое желание, пообещав его исполнить — старики пожелали до конца своих дней служить жрецом и жрицей в храме Зевса и умереть одновременно, чтобы ни одному из них не пришлось жить без другого. Громовержец исполнил их желание: после долгой жизни Филемон и Бавкида превратились в дуб и липу, растущие из одного корня.

## В литературе и искусстве
- Впервые историю Филемона и Бавкиды описал Овидий в поэме Метаморфозы, стихотворный перевод на русский язык осуществил А. А. Фет в стихотворении «Филемон и Бавкида».
- Они упоминаются в пьесе А. Н. Островского «Не от мира сего», где один из персонажей сравнивает главных героев пьесы с Филемоном и Бавкидой.

«Вот идеальная пара, если верить Овидию: Филемон и Бавкида. Да ведь и они создание поэта».
- Они появляются в пятом акте второй части «Фауста» Гёте.
- Они упоминаются в повести Н. В. Гоголя «Старосветские помещики» из цикла «Миргород»
- Им посвящена комическая опера Шарля Гуно «Филемон и Бавкида» (1860).
- Они упоминаются в III томе «Отверженные» Виктора Гюго, когда он сравнивает любовь Мариуса и Козетты, и в романе «Человек, который смеётся», для сравнения любви Деи и Гуинплена.
- Упоминаются в романе С. Снегова «Люди как боги»[5]:

Ромеро собрал все данные о Филемоне и Бавкиде и предложил Справочной просчитать их взаимное соответствие. Угадай, сколько получилось? Восемьдесят семь, на шесть сотых меньше, чем у тебя, чудак!
- Упоминаются в стихотворении Иосифа Бродского «Они вдвоем глядят в соседний сад…» (1962) и Эзры Паунда «Дерево».
- Они упоминаются во введении к «Губернским очеркам» М. Е. Салтыкова-Щедрина.
- У Рубенса есть картина, которая называется «Пейзаж с Филемоном и Бавкидой» (1637).
- Два персонажа аллегорически названы Филемоном и Бавкидой в повести «Дожить до смерти» Елены Миглазовой.
- Образы цитируются в «Назову себя Гантенбайн» Макса Фриша.
- О них говорил Михаил Афанасьевич Булгаков во время своей последней болезни 1 февраля 1940 г. (запись Е. С. Булгаковой).
- Упоминаются в романе «Юлиан Отступник» Дмитрия Мережковского. Христиане, старик со старухой, припали к ногам кесаря, умоляя не сносить их дом, построенный на земле бога Эскулапа.
- Эдуард Лимонов в книге «Апология чукчей» сравнивает чувства своих родителей, проживших вместе шестьдесят два года, с чувствами Филемона и Бавкиды.
- Упоминаются в песне Ростислава Чебыкина «Мы»: «и затопят очаг Филимон и Бавкида».
- Маргарет Митчелл в романе «Унесенные ветром» — Джералд О’Хара, отец Скарлетт, пытается сравнить Миссис Тарлтон с Бавкидой, назвав её Бавкирия, перепутав с Валькирией.
- Стихотворение Марины Галиной называется «Филемон и Бавкида».
- Упоминается в романе Михаила Шишкина «Взятие Измаила» (1999).
- В фильме Марселя Паньоля «Манон с источника» (1952) один из героев, г-н Бельуазо, сравнивает отца и мать Манон с Филемоном и Бавкидой.
- В романе Д. Фаулза «Любовница французского лейтенанта» фигурирует сравнение с Бавкидой.
- Упоминаются в романе Виктора Маргерита «Холостячка» (фр. La Garçonne, 1922): "Но часто ли дафнисы и хлои превращались в филемонов и бавкид? Так редко!".

## В астрономии
В честь Бавкиды назван астероид (172) Бавкида, открытый в 1878 году.